# Surprise, Surprise
Surprise, Surprise är den svenska popgruppen Ola and the Janglers debutalbum, utgivet den 16 november 1965 på skivbolaget Gazell. År 1967 återutgavs albumet i en ny upplaga.

## Bakgrund
Ola And The Janglers bildades år 1962 av Ola Håkansson (sång), Johannes Olsson (klaviatur), Leif Johansson (trummor), Lennart Gudmundsson (bas) och Christer Idering (Gitarr). De turnerade i folkparker runtom i Sverige och lyckades komma på en andraplats i Nalens popbandstävling år 1964. Priset blev en skivinspelning vilket resulterade i "Little Girl", komponerad av Idering och släppt på Warner Bros. Tidigt år 1965 hoppade Gudmundsson av bandet för sin militärtjänst, och blev ersatt av Åke Eldsäter. I samband detta byte så blev Gazell även gruppens skivbolag, varpå de i februari 1965 spelade in en cover på The Zombies "She's Not There". Det blev gruppens första riktiga hit, då den nådde nummer tio på Tio i topp under en veckas tid.
Surprise, Surprise som sammanhängande album agerar egentligen som ett samlingsalbum för: Gruppens tre senaste singlar, "No, No, No" (femteplacering på Tio i Topp, sextondeplacering på Kvällstoppen.) "Land Of 1000 Dances" och "Surprise, Surprise" (åttondeplacering på Tio i Topp och Kvällstoppen.), B-sidan till "Surprise, Surprise", "It's Alright", samt två låtar från en EP som gruppen gav ut under hösten 1965, "Leave Me Be" och "Thinkin' Of You". "No, No, No" är i en nyinspelad version och nästan alla resterande covers är hämtade från antingen Rolling Stones eller Kinks.
Runt oktober så beslutade sig Idering också för att lämna gruppen vilket innebar att gruppen blev av med sin gitarrist och primära låtskrivare, då han hade skrivit både A- och B-orna till två av gruppens singlar. Dessutom hade han lämnat gruppen mitt under inspelningarna för låtarna på albumet, vilket resulterade i att gitarristen Johnny Lundin spelar på "Surprise, Surprise", "It's Alright" och "I Remember When I Loved Her" Lundin blev dock aldrig en permanent medlem i gruppen, och rollen gick istället till Claes af Geijerstam, som tackade ja till platsen när han frågades av Håkansson. Han hade redan tidigare knytningar till bandet, då han komponerat låtarna "Thinkin' Of You" och "Love Was On Your Mind".
Albumet släpptes den 16 november 1965 genom skivbolaget Gazell i Sverige, där skivan enbart gavs ut i mono på LP. Däremot gavs den ut i både mono och stereo på rullband. Skivan marknadsfördes även utomlands och släpptes även i Västtyskland och Nederländerna samma år, och tog sig till både Italien samt Argentina året därpå. Versionen som släpptes i Argentina agerade främst som ett samlingsalbum för låtar från gruppens två senare album, Patterns och Lime Light (båda 1966). Från Surprise, Surprise hämtades även "Love Was On Your Mind", som tillsammans med "Stop Your Sobbing", släpptes som singel i januari 1966. Låten toppade Tio i Topp, och fick som bäst en femteplacering på Kvällstoppen.

## Låtlista
| 1.           | "Surprise, Surprise"        | Mick Jagger Keith Richards | 2:11  |
| 2.           | "Stop Your Sobbing"         | Ray Davies                 | 1:51  |
| 3.           | "We Got A Good Thing Going" | Barbara Ozen               | 2:08  |
| 4.           | "Land Of 1000 Dances"       | Chris Kenner               | 2:53  |
| 5.           | "Love Was On Your Mind"     | Claes af Geijerstam        | 3:21  |
| 6.           | "No, No, No"                | Christer Idering           | 1:53  |
| Total längd: | Total längd:                | Total längd:               | 14:17 |

| 1.           | "It's Alright"                | Davies          | 2:41  |
| 2.           | "Thinkin' Of You"             | af Geijerstam   | 1:45  |
| 3.           | "I Remember When I Loved Her" | Rod Argent      | 1:55  |
| 4.           | "Satisfaction"                | Jagger Richards | 3:40  |
| 5.           | "This Sporting Life"          | Ian Whitcomb    | 2:43  |
| 6.           | "Leave Me Be"                 | Chris White     | 2:00  |
| Total längd: | Total längd:                  | Total längd:    | 14:44 |

## Medverkande
Ola and the Janglers
- Ola Håkansson – sång, munspel, slagverk
- Leif Johansson – trummor
- Åke Eldsäter – bas
- Johannes Olsson – piano, orgel, elektriskt piano
- Christer Idering – gitarr (2–6, 8, 10–12)

Andra
- Johnny Lundin – gitarr på "Surprise, Surprise", "It's Alright" samt "I Remember When I Loved Her"
- Gunnar Bergström – producent
- Bengt af Geijerstam – foto
- Michael Röhr – foto